# Lee Grant
Pour les articles homonymes, voir Grant.
Pour le footballeur anglais, voir Lee Grant (football).
Lee Grant, née Lyova Haskell Rosenthal le 31 octobre 1925 à New York (État de New York, États-Unis), est une actrice, scénariste et réalisatrice américaine.

## Biographie

### Carrière

#### Débuts
Lee Grant, née Lyova Haskell Rosenthal à New York, est une fille d'immigrés juifs d'Europe orientale,. Sa mère, née Witia Haskell, est enseignante, et son père Abraham W. Rosenthal est courtier en immeubles et éducateur. Son nom de scène, Lee Grant, est une compilation des deux principaux généraux américains de la Guerre de Sécession, Robert Lee et Ulysses S. Grant.
À cinq ans, elle débute sur scène comme ballerine au Metropolitan Opera de New York dans L'Oracolo de Franco Leoni en 1931, et rejoint ensuite l'American Ballet à l'adolescence.
Elle a fréquenté l'Art Students League of New York, la Juilliard School of Music, The High School of Music & Art, et la George Washington High School, toutes situées à New York. Elle obtient son diplôme d'études secondaires et remporte une bourse pour la  Neighborhood Playhouse School of the Theatre, où elle étudie avec Sanford Meisner. Elle poursuits ses études avec Uta Hagen au HB Studio. Par la suite, elle s'inscrit à l'Actors Studio.
Grant débute en tant qu'actrice dramatique dans les théâtres de Broadway.

#### Interruption de carrière due au maccarthysme
En 1951, Lee Grant fait ses débuts au cinéma dans la version cinématographique de Detective Story de William Wyler avec Kirk Douglas, qui lui vaut sa première nomination pour l'Oscar de la meilleure actrice dans un second rôle et le Prix d'interprétation féminine du Festival de Cannes. Elle a déclaré à cette occasion qu'elle avait apprécié travailler sous la direction du réalisateur William Wyler, qui l'a guidée dans son rôle.
La même année, elle est l'une des victimes du maccarthysme et inscrite sur la liste noire du cinéma,. Appelée devant le House Un-American Activities Committee à témoigner contre son mari, le dramaturge Arnold Manoff (en), elle refuse de témoigner et est finalement mise à l'index du cinéma américain. Elle continue à travailler au théâtre et reprend sa carrière cinématographique dans les années 1960.

#### Reprise d’activité et carrière multi-récompensée

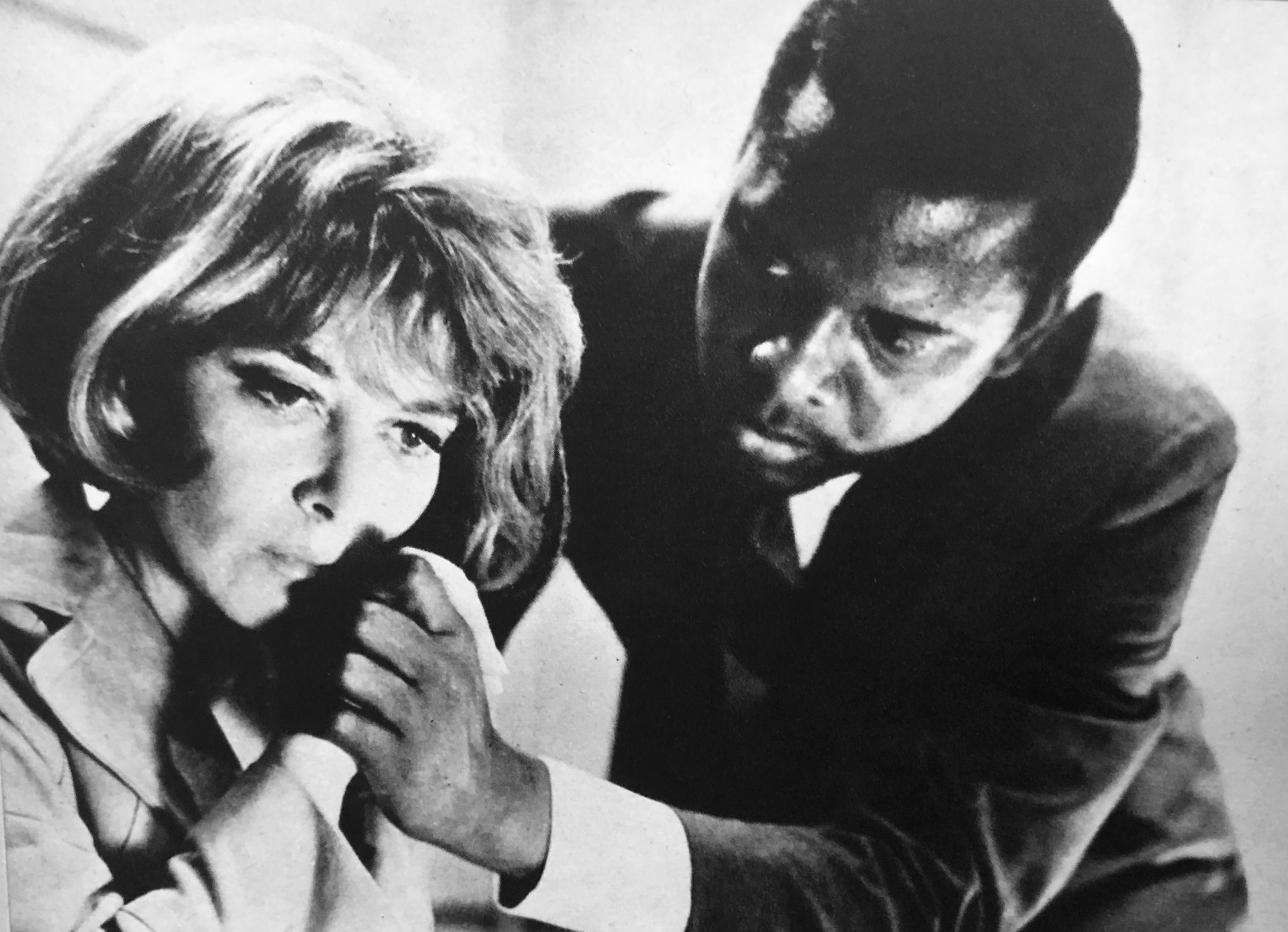
Lee Grant et Sidney Poitier dans une scène de Dans la chaleur de la nuit (1967).

En 1965, Lee Grant apparaît dans la série télévisée Peyton Place. Pour son interprétation remarquable de Stella Chernak, elle remporte le Primetime Emmy Award de la meilleure actrice dans un second rôle dans une série télévisée dramatique en 1966.
Lee Grant reçoit d'autres nominations pour l'Oscar de la meilleure actrice dans un second rôle : pour le rôle de Mrs. Enders dans Le Propriétaire (The Landlord, 1970) de Hal Ashby ; celui de Lili Rosen dans Le Voyage des damnés (Voyage of the Damned) (1976) et remporte l'Oscar pour son rôle de Felicia dans Shampoo (1975) de Hal Ashby, qui est le plus grand succès de Columbia de toute l'histoire du studio.
En mai 1971, elle remporte le Primetime Emmy Award de la meilleure actrice dans une mini-série ou un téléfilm pour son interprétation du rôle de Carrie Miller dans The Neon Ceiling (en). À la même cérémonie et dans la même catégorie, elle est aussi nommée pour le rôle de Leslie Williams, l'avocate meurtrière, dans l'épisode pilote 2 de Columbo, Rançon pour un homme mort (Ransom for a Dead Man).
En 1975, elle crée sa propre sitcom, intitulée Fay (en), qui malgré sa popularité, est annulée après seulement huit épisodes par NBC (deux ultimes épisodes ne seront diffusés par NBC qu'en mai et juin 1976).
Elle est aussi l'invitée vedette de La Maison en folie (Empty Nest), une série télévisée dans laquelle sa fille Dinah Manoff tient un des rôles principaux.
Comme réalisatrice, on lui doit plusieurs films documentaires, dont Down and Out in America (1986) qui remporte Oscar du meilleur film documentaire en 1987. Le film parle des ouvriers agricoles qui perdaient leurs fermes, des sans-abris et du chômage en Amérique. La même année, elle a réalisé Nobody's Child, un téléfilm mettant en vedette Marlo Thomas sur une femme enfermée dans un établissement psychiatrique pendant 20 ans. Grant est devenue la première réalisatrice à remporter le Directors Guild of America Award.
Entre 1999 et 2004, pour les épisodes de la série télévisée Intimate Portrait (en) produite par Lifetime Television, elle réalise pour la télévision des documentaires sur des femmes célèbres, qu'elles soient :
- actrices (Vanessa Redgrave, Jessica Tandy, Laura Dern, Margot Kidder, Jane Alexander, Mia Farrow, Bo Derek, Mo'Nique, Stockard Channing);
- athlètes (Florence Griffith-Joyner, Kristi Yamaguchi);
- chanteuses (Cyndi Lauper, Dionne Warwick);
- femmes d'affaires (Diane von Fürstenberg);
- femmes politiques (Bella Abzug, Tipper Gore);
- journalistes (Liz Tilberis, Betty Friedan, Gloria Steinem).

### Vie privée
Divorcée du dramaturge Arnold Manoff depuis 1960, Lee Grant est depuis 1973 mariée au producteur Joseph Feury (en).
Elle est la mère de l’actrice Dinah Manoff.

## Filmographie

### Comme actrice

#### Au cinéma
- 1951 : Histoire de détective (Detective Story) de William Wyler : Shoplifter
- 1955 : Storm Fear (en) de Cornel Wilde : Edna
- 1959 : Au milieu de la nuit (Middle of the Night) de Delbert Mann : Marilyn
- 1959 : L'Ange bleu (The Blue Angel) d'Edward Dmytryk : non créditée
- 1963 : The Balcony de Joseph Strick : Carmen
- 1963 : An Affair of the Skin (en) de Ben Maddow : Katherine McCleod
- 1964 : Pie in the Sky (en) de Allen Baron: Suzy
- 1967 : Divorce à l'américaine (Divorce American Style) de Bud Yorkin : Dede Murphy
- 1967 : Dans la chaleur de la nuit (In the Heat of the Night) de Norman Jewison : Mrs. Leslie Colbert
- 1967 : La Vallée des poupées (Valley of the Dolls) de Mark Robson : Miriam Polar
- 1968 : Buona sera Madame Campbell (Buona Sera, Mrs. Campbell) de Melvin Frank : Fritzie Braddock
- 1969 : Une si belle garce (The Big Bounce) de Alex March: Joanne
- 1969 : Les Naufragés de l'espace (Marooned) de John Sturges : Celia Pruett
- 1970 : Le Propriétaire (The Landlord) de Hal Ashby : Joyce Enders
- 1970 : Le Reptile (There Was a Crooked Man...) de Joseph L. Mankiewicz : Mrs. Bullard
- 1971 : The Last Generation
- 1971 : Plaza Suite d' Arthur Hiller : Norma Hubley
- 1972 : Portnoy et son complexe (Portnoy's Complaint) de Ernest Lehman : Sophie Portnoy
- 1974 : Crime à distance (The Internecine Project) de Ken Hughes: Jean Robertson
- 1975 : Shampoo de Hal Ashby : Felicia Karpf
- 1976 : Le Voyage des damnés (Voyage of the Damned) de Stuart Rosenberg : Lillian Rosen
- 1977 : Les Naufragés du 747 (Airport '77) de Jerry Jameson: Karen Wallace
- 1978 : Damien, la malédiction II (Damien: Omen II) de Don Taylor : Ann Thorn
- 1978 : L'Inévitable Catastrophe (The Swarm) d'Irwin Allen : Anne MacGregor
- 1978 : The Mafu Cage de Karen Arthur : Ellen
- 1979 : When You Comin' Back, Red Ryder? (en) : Clarisse Ethridge
- 1980 : La Puce et le Grincheux (Little Miss Marker) de Walter Bernstein : la juge
- 1981 : Charlie Chan and the Curse of the Dragon Queen de" Clive Donner : Sylvia Lupowitz
- 1982 : Terreur à l'hôpital central (Visiting Hours) de Jean-Claude Lord: Deborah Ballin
- 1984 : Billions for Boris : Sascha Harris
- 1984 : Constance : Mrs Barr
- 1984 : Ras les profs ! (Teachers) d'Arthur Hiller : Dr Donna Burke
- 1987 : La Gagne (The Big Town) de Harold Becker et Ben Bolt : Ferguson Edwards
- 1991 : Rendez-vous au paradis (Defending Your Life) d'Albert Brooks : Lena Foster
- 1996 : Le Dernier Anniversaire (It's My Party) de Randal Kleiser : Amalia Stark
- 1996 : Revers de fortune (en) (The Substance of Fire) de Daniel J. Sullivan : Cora Cahn
- 1996 : Under Heat : Jane
- 1998 : Poor Liza
- 2000 : Docteur T et les femmes (Dr T and the Women) de Robert Altman : Dr Harper
- 2000 : The Amati Girls (en) de Anne De Salvo : Tante Spendora
- 2001 : Mulholland Drive de David Lynch : Louise Bonner
- 2005 : Going Shopping de Henry Jaglom : Winnie

#### À la télévision
- 1951 : C'est déjà demain (Search for Tomorrow) (série télévisée) : Rose Peterson #1 (1953-1954)
- 1958 : Where Is Thy Brother? : Hannah
- 1959 : The World of Sholom Aleichem : Avenging Angel
- 1964 : Le Fugitif (The Fugitive) (série) , saison 1, épisode 25 ("Taps for a Dead War") : Millie Hallop
- 1964 : Peyton Place (série) : Stella Chernak (1965-1966)
- 1967 : La Grande Vallée (The Big Valley) (série) : Rosie Williams
- 1968 : Judd, for the Defense (en) : Kay Gould
- 1970 : Night Slaves : Marjorie Howard
- 1971 : The Neon Ceiling : Carrie Miller
- 1971 : Columbo : Rançon pour un homme mort (Ransom for a Dead Man) (Pilote no 2) : Leslie Williams
- 1972 : Enquête pour l'honneur d'un flic / Lieutenant Schuster's Wife : Ellie Schuster
- 1973 : Partners in Crime : Juge Meredith Leland
- 1973 : What Are Best Friends For? : Adele Ross
- 1975 : The Seagull : Irina Arkadina
- 1975 : Fay (en) (série) : Fay Stuart
- 1976 : Perilous Voyage : Virginia Monroe
- 1977 : The Spell : Marilyn Matchett
- 1978 : The Good Doctor : rôles divers
- 1979 : Backstairs at the White House (feuilleton) : Grace Coolidge
- 1979 : You Can't Go Home Again : Esther Jack
- 1981 : The Million Dollar Face : Evalyna
- 1981 : For Ladies Only : Anne Holt
- 1982 : Thou Shalt Not Kill : Maxine Lochman
- 1982 : Bare Essence : Ava Marshall
- 1983 : Le Rêve de Frances (Will There Really Be a Morning?) : Lillian Farmer
- 1985 : Mussolini: The Untold Story (feuilleton) : Rachele Mussolini
- 1986 : Nobody's Child
- 1989 : Sans foyer sans abri (No Place Like Home)
- 1989 : Passeport pour l'enfer (The Hijacking of the Achille Lauro) : Marilyn Klinghoffer
- 1990 : Elle a dit non (She Said No) : D.A. Doris Cantore
- 1992 : Le Combat d'Alison (Something to Live for: The Alison Gertz Story) de Tom McLoughlin : Carol Gertz
- 1992 : Au nom de ma fille (In My Daughter's Name) de Jud Taylor : Maureen Leeds
- 1992 : Citizen Cohn, le persécuteur (Citizen Cohn) de Frank Pierson : Dora Cohn
- 1993 : White Fang (série) : Blair Dillon
- 1994 : Les Raisons du cœur (Seasons of the Heart)
- 1994 : Libre comme l'oiseau (Following Her Heart)
- 1994 : Le Baiser du papillon (Reunion)
- 1997 : Say It, Fight It, Cure It
- 1998 : Intimate Portrait : Bella Abzug
  - Intimate Portrait : Vanessa Redgrave
  - Intimate Portrait: Christine Lahti
  - Intimate Portrait: Gloria Steinem
- 1999 : Intimate Portrait: Liz Tilberis
  - Intimate Portrait: Jessica Tandy
  - Intimate Portrait: Laura Dern
  - Intimate Portrait: Margot Kidder
  - Intimate Portrait: Cyndi Lauper
  - Intimate Portrait: Jane Alexander
  - Intimate Portrait: Mia Farrow
  - Intimate Portrait: Betty Friedan
  - Confronting the Crisis: Childcare in America
- 2000 : Intimate Portrait: Tipper Gore
  - Intimate Portrait: Teri Garr
  - Intimate Portrait: Swoosie Kurtz
  - Intimate Portrait: Star Jones
  - Intimate Portrait: Kim Cattrall
  - Intimate Portrait: Park Overall
  - Intimate Portrait: Marlo Thomas
  - Intimate Portrait: Diane von Fürstenberg
  - Intimate Portrait: Madeline Kahn
  - Intimate Portrait: Florence Griffith Joyner
  - Intimate Portrait: Holly Robinson Peete
  - The Loretta Claiborne Story
  - Intimate Portrait: Linda Dano
- 2001 : Intimate Portrait: Lee Grant
  - Intimate Portrait: Jasmine Guy
  - Intimate Portrait: Sharon Gless
  - Intimate Portrait: Lela Rochon
  - The Gun Deadlock
  - Intimate Portrait: Sela Ward
  - Intimate Portrait: Kim Fields
  - Intimate Portrait: Kelly Ripa
  - Intimate Portrait: Genie Francis
- 2002 : Intimate Portrait: Kathy Ireland
  - Intimate Portrait: Kristi Yamaguchi
  - Intimate Portrait: Suzanne Pleshette
- 2003 : Intimate Portrait: Vicki Lawrence
  - Intimate Portrait: Mo'Nique
  - Intimate Portrait: Isabel Sanford
  - Intimate Portrait: Bo Derek
- 2004 : Intimate Portrait: Stockard Channing
  - Intimate Portrait: Dionne Warwick

### comme Scénariste
- 1976 : The Stronger
- 1998 : Intimate Portrait: Gloria Steinem

### Comme réalisatrice

#### Au cinéma
- 1976 : The Stronger
- 1980 : The Willmar 8
- 1980 : Tell Me a Riddle
- 1985 : What Sex Am I?
- 1986 : Down and Out in America
- 1986 : Nobody's Child
- 1989 : Staying Together

#### À la télévision
- 1975 : For the Use of the Hall
- 1984 : A Matter of Sex
- 1985 : Cindy Eller: A Modern Fairy Tale

## Voix françaises
- Paule Emanuele dans :
  - Dans la chaleur de la nuit (1967)
  - Les Naufragés du 747 (1977)
  - Ras les profs ! (1984)

- Jacqueline Porel dans :
  - Le Reptile (1970)
  - Shampoo (1975)

- Lily Baron dans :
  - Plaza Suite (1971)
  - L'Inévitable Catastrophe (1978)

- Perette Pradier dans :
  - Columbo : Rançon pour un homme mort (1971, téléfilm) - 1er doublage de 1972
  - La Gagne (1987)

- Lita Recio dans Histoire de détective (1951)
- Rosy Varte dans Buona sera Madame Campbell (1968)
- Nadine Alari dans Les Naufragés de l'espace (1969)
- Céline Monsarrat dans Columbo : Rançon pour un homme mort (1971, téléfilm) - 2d doublage de 2003
- Evelyn Séléna dans Lieutenant Schuster's Wife (1972)
- Jacqueline Cohen dans Crime à distance (1974)
- Martine Messager dans Le Voyage des damnés (1976)
- Nicole Favart dans Damien : La Malédiction 2 (1978)
- Monique Morisi dans La Puce et le Grincheux (1980)
- Béatrice Delfe dans Charlie Chan and the Curse of the Dragon Queen (1981)
- Arlette Thomas dans Terreur à l'hôpital central (1982)
- Colette Venhard dans Docteur T et les femmes (2000)
- Frédérique Cantrel dans Mulholland Drive (2001)